# Parabelbella monticola
Parabelbella monticola är en kvalsterart som först beskrevs av Hammer 1977.  Parabelbella monticola ingår i släktet Parabelbella och familjen Damaeidae. Inga underarter finns listade i Catalogue of Life.